# Казанцев, Илья Михайлович
Илья Михайлович Казанцев (гг. рожд. и смерти не-изв. ~XIX век) — русский учёный-этнограф, исследователь Казахстана. В 1830—1850-е гг. работал в пограничной канцелярии Оренбургского и Самарского генерал-губернаторств. Член Русского географического общества. Исследовал историю и этнографию оренбургских казахов Младшего жуза, их родовой состав, происхождение и взаимосвязи с русскими. В 1838 году в «Санкт-Петербургских ведомостях» опубликовал статью о казахах Внутренней или Бокеевской Орды и о функционировании у них барымты. Привел ценные сведения об обычаях казахов, их гостеприимстве, обрядах, связанных с рождением ребёнка и с перекочевкой, истории возникновении и значения термина «киргиз-кайсаки».

## Сочинения
- О внутренних или Букеевских киргизах // Санкт-Петербургские ведомости, 1838, №1;
- О киргизах западной и северной части, называемых Оренбургскими или Зауральскими // Санкт-Петербургские ведомости, 1839, № 16-18;
- Описание киргиз-кайсаков, СПб, 1867.